# (9383) Montélimar
(9383) Montélimar – planetoida z pasa głównego asteroid okrążająca Słońce w ciągu 5 lat i 118 dni w średniej odległości 3,05 j.a. Została odkryta 9 października 1993 roku w Europejskim Obserwatorium Południowym przez Erica Elsta. Nazwa planetoidy pochodzi od francuskiej miejscowości Montélimar. Przed jej nadaniem planetoida nosiła oznaczenie tymczasowe (9383) 1993 TP15.